# Jakovlev AIR-4
Jakovlev AIR-4 (rusky: Яковлев АИР-4) někdy též označovaný jako Ja-4 (Яковлев Я-4) byl cvičný a experimentální, dvoumístný vzpěrový hornoplošník navržený Alexandrem Sergejevičem Jakovlevem počátkem 30. let 20. století. Vlastnosti byly téměř totožné s AIR-3. Bylo to první sériově vyráběné sovětské letadlo.

## Vznik a vývoj
Již v době prací na AIR-3 Pionýrská pravda se A. S. Jakovlev, student 3. ročníku na Vojenské akademii vzdušného inženýrství Nikolaje Žukovského (VVA), zabýval konstrukcí upraveného letounu později označeného jako AIR-4 (1929–1930).
Bylo postaveno minimálně 5 strojů AIR-4, které se vyznačovaly různými vylepšeními oproti AIR-3. Letoun měl vstupní dvířka pro usnadnění vstupu a výstupu posádky (AIR-3 je neměl), širší trup, zdvojené ovládacími prvky a řízení, upravený, beznápravový podvozek se širším rozchodem kol, vylepšené odpružení atd. Zvýšilo se také maximální zatížení a minimálně celková hmotnost.
Základní verze letounu AIR-4 byla vyráběna v Moskevském leteckém závodě č. 39 V. R. Menžinského. Na tuto konstrukci navázal A.S. Jakovlev o dva roky později dopravními letouny Jakovlev AIR-5 a AIR-6 (1932). AIR-4 byl v roce 1930 zapsán do leteckého rejstříku s imatrikulacemi CCCP-311, CCCP-312 a CCCP-331 a experimentální letoun AIR-4MK s imatrikulací CCCP-E-31 (E-experimental).

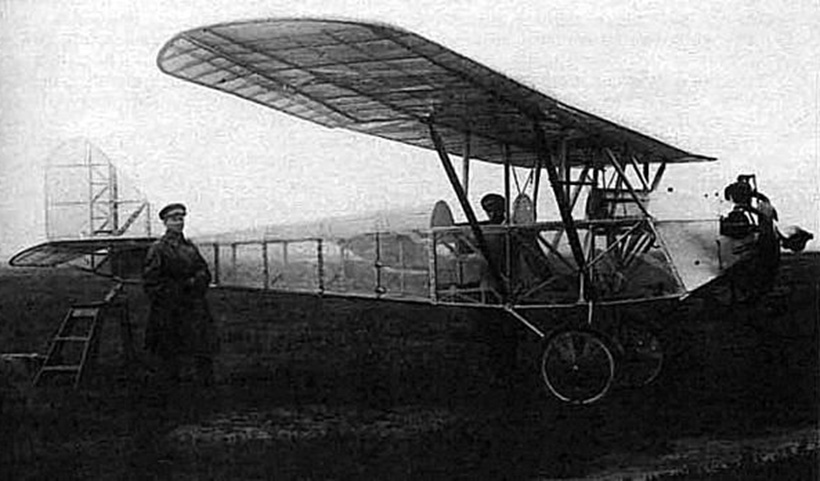
AIR-4PS (Kozlov PS)

## Popis letounu
Strukturálně AIR-4 do značné míry převzal parametry AIR-3, který měl dobré letové vlastnosti. Proto se konstrukční prvky stroje, které ovlivňují aerodynamiku, příliš nezměnily. I AIR-4 byl lehký, cvičný hornoplošník typu parasol povětšinou z masivního dřeva. Trup byl ze dřeva (borovice) se čtyřmi nosníky. Křídlo typu „Prandtl“ s profilem Göttingen 387 bylo třídílné. Střední část křídla byla k trupu připevněna čtyřmi vzpěrami a výztuhami (baldachýn). Ve střední části byly instalovány tři palivové nádrže, každá o objemu 110 litrů. Levá a pravá konzolová část křídla (vždy ze dvou nosníků a sady žeber) byla připevněna ke spodní části trupu dvěma dvojicemi šikmých vzpěr. To poskytovalo dobrou stabilitu za letu, optimální viditelnost, přítok paliva gravitací a snadný přístup ke kokpitům.
Podvozek byl z ocelových trubek s dřevěnými kapotážemi. Kola byla spojena nápravou ze speciální trubky 44x41 mm. Zadní ostruha na trupu s tlumením nárazů gumovou šňůrou byla výkyvná o 15° doprava a doleva. Rám motoru byl svařen z ocelových trubek 25x27 mm a je připevněn k trupu čtyřmi šrouby, což umožňovalo snadnou výměnu motoru a snadný přístup k motoru. Rám motoru a samotný motor byly opláštěny hliníkovými kryty.
U varianty AIR-4MK (MK – Mechanizované křídlo) byl letoun se zlepšenými vzletovými a přistávacími charakteristikami s rozdělenými klapkami a plovoucími křidélky (imatrikulace CCCP-E-31, alternativní označení pro AIR-4MK).
Z AIR-4 vznikl i experimentální letoun AIR-4PS (Kozlov PS). V roce 1935 byly ve VVA pod vedením profesora Kozlova provedeny experimenty na vytvoření „neviditelného“ letadla v průsvitném provedení. AIR-4PS byl pokus z listopadu 1935 o vytvoření „neviditelného“ letadla. Na potahy byly použity „neviditelné materiály“, jednalo se průhledné nebo světlo odrážející fólie např. z průhledného plexiskla. Křídla a další vnitřní struktury byly pokryty zrcadlově lesklým amalgámem. Kryty motoru, panely kokpitu a podvozek byly natřeny bílou barvou napuštěnou hliníkovým práškem. Příhradové nosníky, vzpěry, žebra byly z hliníkových slitin, vyleštěny na zrcadlový obraz, aby odrážely světlo a staly se „neviditelnými“. „Neviditelné“ PS na první pohled skutečně bylo velmi obtížné uvidět, ale díky prostému zaprášení a zablácení či znečištění jinými nečistotami se tato vlastnost poměrně rychle „vymazala“. I přes svůj počáteční úspěch byl příběh „neviditelného letadla“ krátký. Projekt nikdy nepokročil za fázi letových zkoušek. Testy ukázaly, že viditelnost letadla AIR-4PS byla skutečně snížena, ale ne tolik, aby se vážně mluvilo o jeho neviditelnosti.
Letouny byly osazeny československým vzduchem chlazeným pětiválcovým hvězdicovým motorem Walter NZ-60.

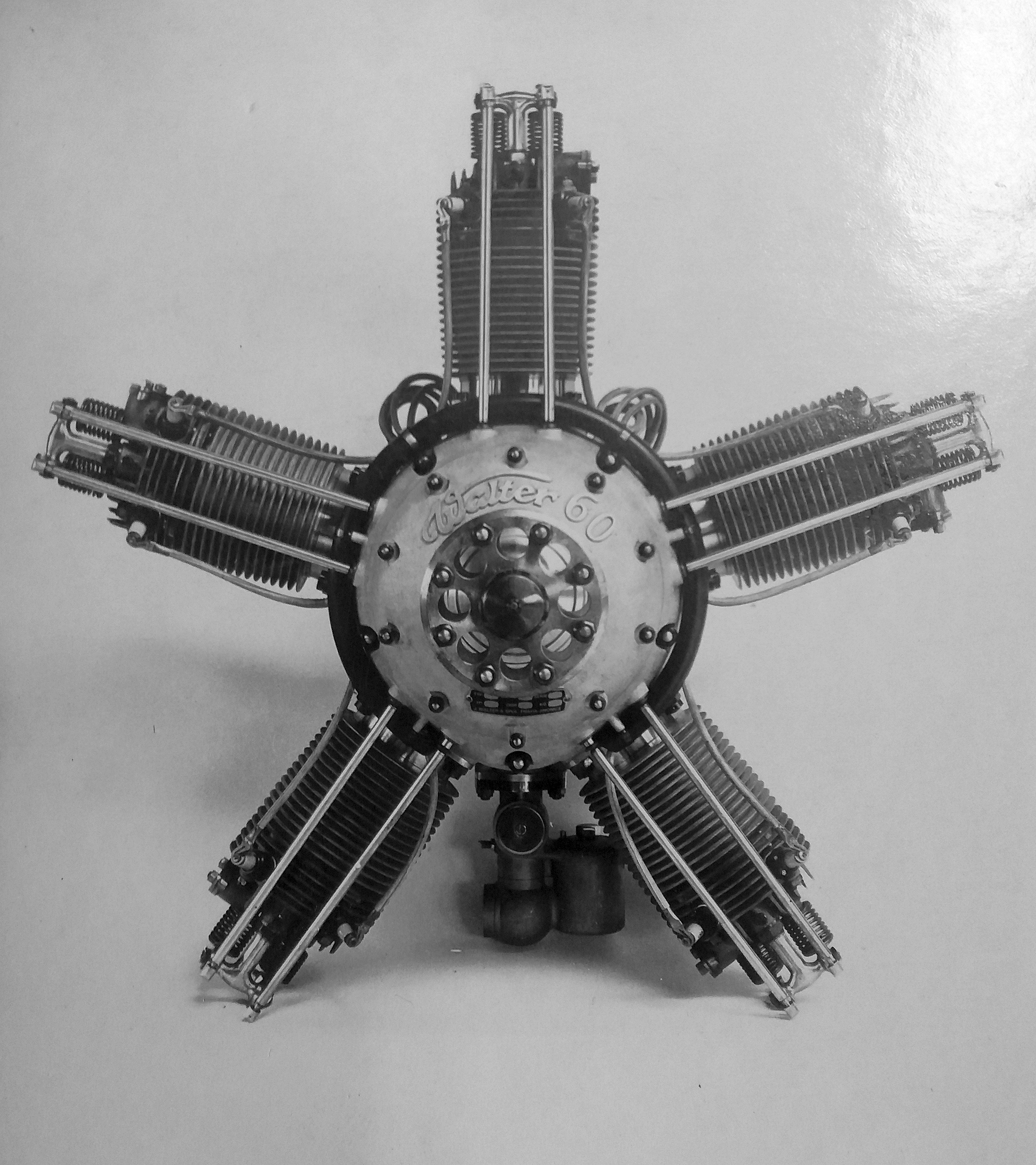
Walter NZ-60

## Použití
Po úspěšných zkouškách AIR-3 bylo letadlo doporučeno pro hromadnou výrobu jako cvičný stroj pro aerokluby. Po dokončení zkoušek AIR-4 bylo rozhodnuto studovat jeho vytrvalost na dálkových letech. Záměrně byl zvoleno období se špatným počasím – říjen. Posádka letadla s imatrikulací CCCP-312 (pilot Yu. I. Piontkovsky a mechanik B.N. Podlesny) letěla na trase Moskva – Kyjev – Oděsa – Sevastopol – Charkov – Moskva a druhé letadlo (imatrikulace CCCP-311), na které letěli S. K. Ogorodnikov a Yu. I. Piontkovsky, absolvovalo trasu Moskva – Voroněž – Rostov – Sevastopol – Charkov – Moskva. Dálkové lety v obtížných meteorologických podmínkách opět potvrdily A. S. Jakovlevovi správnost výběru koncepčního řešení tohoto lehkého letadla.

## Varianty
- AIR-4: Základní varianta. Bylo vyrobeno nejméně pět letounů
- AIR-4MK, E-31 (MK: Mechanizerovanyje Krylo – mechanizované křídlo): zde se poprvé potvrdily jak teoretické výpočty aerodynamiky, tak výsledky experimentálních studií modelů ve větrných tunelech. Tím byl položen základ pro studie způsobů snížení rychlosti vzletu a přistání.[4]
- AIR-4PS, Kozlov PS (PS: Prozračnyj samaljot – průhledný letoun): modifikovaná verze Sergejem G. Kozlovem, který tak chtěl demonstrovat svou teorii o letadlech s nízkou viditelností, což z něj mělo vytvořit „neviditelné“ letadlo[10]

## Uživatelé
- Sovětský svaz

## Specifikace
Údaje dle

### Technické údaje
- Posádka: 2 (instruktor a žák)
- Rozpětí: 11,1 m
- Délka: 7,10 m
- Výška: 2,40 m
- Nosná plocha: 16,5 m2
- Plošné zatížení: 38,2 kg/m2
- Hmotnost prázdného letounu: 395 kg
- Vzletová hmotnost: 630 kg
- Pohonná jednotka: vzduchem chlazený hvězdicový pětiválcový motor Walter NZ-60
- Výkon pohonné jednotky:
  - vzletový: 75 k (55 kW) při 1750 ot/min
  - jmenovitý: 60 k (44 kW) při 1400 ot/min
- Vrtule: dvoulistá dřevěná s pevnými listy

### Výkony
- Maximální rychlost: 150 km/h
- Cestovní rychlost: 130 km/h
- Nejmenší rychlost: 66 km/h
- Dostup: 4 000 m
- Dolet: 2 500 km
- Stoupavost: do 1000 m 6 min., do 3000 m 30 min.